# Epipyga cribrata
Epipyga cribrata är en insektsart som först beskrevs av Lethierry 1890.  Epipyga cribrata ingår i släktet Epipyga och familjen Epipygidae. Inga underarter finns listade i Catalogue of Life.